# 富士通フロンティアーズ
富士通フロンティアーズ（ふじつうフロンティアーズ、英: Fujitsu Frontiers）は、日本の神奈川県川崎市に本拠地を置くアメリカンフットボールの実業団チーム。Xリーグ1部のX1 Superに所属。

## 概要
1985年に創部し、翌1986年から当時の社会人リーグ（現Xリーグ）に加盟した。愛称のフロンティアーズは「日本のアメリカンフットボール界の開拓者となる」という意味から命名された。チームカラーはレッドとブラック。
創部から3年後には、当時の社会人1部リーグに昇格。1992年には初のブロック優勝を果たした。2000年以降はパールボウル優勝3回。2013年にから2024年まで、全シーズンリーグ決勝戦に出場。このうち2014年には当時の決勝戦のジャパンエックスボウルで初優勝、2019年にはリーグ史上最多タイの4連覇を達成した。
ホームタウンは神奈川県川崎市であり、2007年に川崎市で開催されるアメリカンフットボール・ワールドカップを前に、2006年7月11日に川崎市ホームタウンスポーツ推進パートナーに認定された。ホームゲームはおもに川崎市川崎区の富士通スタジアム川崎（旧：川崎球場）で、練習は富士通川崎グラウンド（高津区）で行っている。

## 歴史
富士通フロンティアーズは、1984年に富士通（川崎市中原区）の社員有志が集まって同好会が発足され、翌年の1985年3月に創部した。創部翌年の1986年に日本社会人アメリカンフットボール協会に加盟した。

### 日本社会人リーグ時代
日本社会人リーグに加盟後翌年の1987年、2部の春季リーグ・秋季リーグで優勝。秋季リーグは全勝であり、その後入替戦にも勝利し、社会人リーグ1部に昇格し、一気に強豪の仲間入りを果たす。
1992年、春季リーグ決勝戦のパールボウルで準優勝。秋季リーグではブロック優勝を果たす。
1993年と1994年にはパールボウルに2年連続出場。両年とも準優勝であった。

### Xリーグ設立後
1996年より、日本社会人リーグはXリーグに名称を変更し、リーグを再編成した。
2007年の秋季リーグ戦で5年ぶりのディビジョン優勝を遂げ、プレーオフでも前年度覇者のオンワードスカイラークスを撃破、ジャパンXボウルまで勝ち上がった。

### 3ステージ制時代
2009年よりXリーグはリーグ編成を変更し、リーグ全体の試合を3ステージに分ける変更を行った。リーグ編成変更の初年度にジャパンXボウルへ出場。鹿島ディアーズに敗れて準優勝であった。
2010年には春季パールボウルで優勝。
2011年と2013年のジャパンXボウルでは決勝に進出したが、いずれもオービックシーガルズに敗れて準優勝。
2014年、ジャパンXボウルを初制覇し、その後のライスボウルも関西学院大学ファイターズを倒して初制覇を成し遂げた。

### Super9時代
2016年より、リーグ編成が変更。フロンティアーズは上位ディビジョンのSuper9に所属した。この年に2回目のジャパンXボウル制覇し、ライスボウルも関西学院大学ファイターズを倒して2回目の制覇を成し遂げた。
2017年より、富士通陸上競技部を引退した柏原竜二がチームマネージャーに、塚原直貴がランニングコーチにそれぞれ就任した。2017年度は、3回目のジャパンXボウル制覇し、ライスボウルも日本大学フェニックスを倒して3回目の制覇を成し遂げた。
2018年はリーグ戦を6戦全勝すると、2年連続で同じ顔合わせとなったIBMビッグブルーとのジャパンXボウルでも35-18で勝利した。ライスボウルも関西学院大学に52-17で勝利し、球団史上初のジャパンXボウル、ライスボウル共に3連覇を達成した。

### X1 Super
2019年より、リーグ編成が変更。新しく設立されたX1Superに所属した。リーグ戦7戦を全勝し、ジャパンXボウルでパナソニックに28-26で勝利し、Xボウル4連覇を達成した。また、ライスボウルも4連覇を達成した。
2020年は新型コロナウイルスによる短縮日程の影響でX1 SUPERが2つのブロックに分けられ、富士通はエレコム神戸ファイニーズ・IBMビッグブルー・ノジマ相模原ライズと共にAブロックに所属。ブロックでのリーグ戦は3戦全勝を達成するも、Bブロック代表のオービックシーガルズと対戦したジャパンXボウルでは7-13で敗れXボウル5連覇とはならなかった。
2021年は2年ぶりに行われた総当たりのリーグ戦を6勝1敗の成績で2位通過した。レギュラーシーズンでの敗戦はパナソニック戦で、2017年シーズンに同じくパナソニックに敗戦してから、実に4年ぶりの敗戦であった。ポストシーズンではセミファイナルでオービック、決勝のライスボウルにてリーグ戦で唯一敗れたパナソニックに勝利し、王座奪回を果たした。
2022年より、X1 Superの対戦方式に変更があり、12チーム2ブロック制となった。レギュラーシーズンを全勝でブロック1位通過。ポストシーズンではアサヒビールシルバースターとエレコム神戸ファイニーズを破ってライスボウルへ進出。同じくレギュラーシーズン全勝のパナソニック インパルスを相手に、接戦の末29-21で勝利し、2年連続のチャンピオンとなった。
2023年はレギュラーシーズンを全勝でブロック1位通過。ライスボールトーナメントでは、東京ガスクリエイターズとオービックシーガルズを破ってライスボウルへ進出。前年と同様にパナソニック インパルスが相手となったが、接戦の末16-10で勝利した。

## 文化

### マスコット
チームの公式マスコットはフロンティー。知性・強さ・速さを持つ「狼」をモチーフにしたキャラクターである。背番号は00。

### チアリーダー
富士通のチアリーディングチームとして、『フロンティアレッツ』が活動している。メンバーには、俳優の土屋太鳳・神葉姉弟の姉で2015年度に富士通に入社（2018年度末退社）した土屋炎伽（つちや・ほのか）が2019年度末まで所属していた。（現所属は、X1 Area・ブルーサンダース）。

## タイトル

### 社会人リーグ
通算　優勝：8回　準優勝：7回
東京スーパーボウル(1987年～2002年)
- 優勝：なし
- 準優勝：なし

ジャパンXボウル（2003年～2020年）
- 優勝：5回（2014, 2016-2019）
- 準優勝：6回（2007, 2009, 2011, 2013, 2015, 2020）

ライスボウル（2021年～）
- 優勝：3回（2021-2023）
- 準優勝：1回（2024）

（）内はシーズン年度

### 社会人VS学生大会
ライスボウル（～2021年）
- 優勝：5回（2015, 2017-2020）
- 準優勝：なし

（）内はライスボウル開催年

## 成績

### 秋季リーグ戦成績
|  |  |  | 優勝 |  | 準優勝 |  | 昇格 |  | 降格 |

#### 1997年-2008年（2ステージ制）
| 年度 | 所属      | レギュラーシーズン | レギュラーシーズン | レギュラーシーズン | レギュラーシーズン | Final6（プレーオフ）                   |
| 年度 | 所属      | 勝                 | 負                 | 分                 | 順位               | Final6（プレーオフ）                   |
| ---- | --------- | ------------------ | ------------------ | ------------------ | ------------------ | -------------------------------------- |
| 1997 | X EAST    | 2                  | 3                  | 0                  | 4位                |                                        |
| 1998 | X CENTRAL | 2                  | 2                  | 1                  | 4位                |                                        |
| 1999 | X CENTRAL | 3                  | 2                  | 0                  | 3位                |                                        |
| 2000 | X EAST    | 5                  | 0                  | 0                  | 1位                | セミファイナル敗退（対松下電工）       |
| 2001 | X EAST    | 4                  | 2                  | 0                  | 2位                | ワイルドカード敗退（対リクルート）     |
| 2002 | X EAST    | 5                  | 0                  | 0                  | 1位                | 東京スーパーボウル敗退（対リクルート） |
| 2003 | X EAST    | 4                  | 2                  | 1                  | 3位                |                                        |
| 2004 | X CENTRAL | 2                  | 3                  | 0                  | 4位                |                                        |
| 2005 | X EAST    | 3                  | 3                  | 0                  | 3位                |                                        |
| 2006 | X CENTRAL | 5                  | 2                  | 0                  | 3位                |                                        |
| 2007 | X EAST    | 6                  | 1                  | 0                  | 1位                | JXB敗退（対松下電工）                  |
| 2008 | X EAST    | 7                  | 2                  | 0                  | 2位                | ワイルドカード敗退（対鹿島ディアーズ） |

#### 2009年-2015年（3ステージ制）
| 年度 | 所属      | 1stステージ | 1stステージ | 1stステージ | 1stステージ | 2ndステージ    | Finalステージ               |
| 年度 | 所属      | 勝          | 負          | 分          | 順位        | 2ndステージ    | Finalステージ               |
| ---- | --------- | ----------- | ----------- | ----------- | ----------- | -------------- | --------------------------- |
| 2009 | X EAST    | 7           | 1           | 0           | 1位         | Super9：2勝    | JXB敗退（対鹿島ディアーズ） |
| 2010 | X CENTRAL | 8           | 1           | 0           | 2位         | Super9：1勝1敗 |                             |
| 2011 | X EAST    | 6           | 1           | 0           | 2位         | Super9：2勝    | JXB敗退（対オービック）     |
| 2012 | X CENTRAL | 7           | 1           | 0           | 2位         | Super9：1勝1敗 |                             |
| 2013 | X EAST    | 7           | 1           | 0           | 1位         | Super9：2勝    | JXB敗退（対オービック）     |
| 2014 | X EAST    | 8           | 1           | 0           | 1位         | Super9：2勝    | JXB優勝(初)（対IBM）        |
| 2015 | X EAST    | 7           | 0           | 0           | 1位         | Super9：2勝    | JXB敗退（対パナソニック）   |

#### 2016年-2018年（2ステージ制）
| 年度 | 所属   | レギュラーシーズン | レギュラーシーズン | レギュラーシーズン | レギュラーシーズン | プレーオフ                 |
| 年度 | 所属   | 勝                 | 負                 | 分                 | 順位               | プレーオフ                 |
| ---- | ------ | ------------------ | ------------------ | ------------------ | ------------------ | -------------------------- |
| 2016 | X EAST | 8                  | 1                  | 0                  | 1位                | JXB優勝(2)（対オービック） |
| 2017 | X EAST | 7                  | 2                  | 0                  | 1位                | JXB優勝(3)（対IBM）        |
| 2018 | X EAST | 8                  | 1                  | 0                  | 1位                | JXB優勝(4)（対IBM）        |

#### 2019年-現在（Super・Area制）
- 2022年-2023年シーズンはX1 SuperがDiv.AとDiv.Bの2ディビジョンに分かれて実施。
- 2024年シーズンからEAST・CENTRAL・WESTに地区分け

| 年度                                | 所属     | 地区 | レギュラーシーズン | レギュラーシーズン | レギュラーシーズン | レギュラーシーズン | プレーオフ                            |
| 年度                                | 所属     | 地区 | 勝                 | 負                 | 分                 | 順位               | プレーオフ                            |
| ----------------------------------- | -------- | ---- | ------------------ | ------------------ | ------------------ | ------------------ | ------------------------------------- |
| 2019                                | X1 Super |      | 7                  | 0                  | 0                  | 1位                | JXB優勝(5)（対パナソニック）          |
| 2020                                | X1 Super |      | 3                  | 0                  | 0                  | 1位                | JXB敗退（対オービック）               |
| ライスボウルへ移行（Xリーグ決勝戦） | X1 Super |      |                    |                    |                    |                    |                                       |
| 2021                                | X1 Super |      | 6                  | 1                  | 0                  | 2位                | ライスボウル優勝(6)（対パナソニック） |
| 2022                                | X1 Super |      | 5                  | 0                  | 0                  | B1位               | ライスボウル優勝(7)（対パナソニック） |
| 2023                                | X1 Super |      | 5                  | 0                  | 0                  | B1位               | ライスボウル優勝(8)（対パナソニック） |
| 2024                                | X1 Super | C    | 6                  | 0                  | 0                  | 1位                | ライスボウル敗退（対パナソニック）    |

## 歴代ヘッドコーチ
| シーズン  | 氏名           | 勝  | 負 | 分 | 勝率   |
| --------- | -------------- | --- | -- | -- | ------ |
| 1997-2004 | カート・ローズ | 30  | 14 | 2  | (.652) |
| 2005-2018 | 藤田智         | 125 | 27 | 0  | (.822) |
| 2019-     | 山本洋         | 37  | 2  | 0  | (.948) |

## スタッフ
- 2023年1月更新

| 富士通フロンティアーズ スタッフ |                            |
| 役職                            | 名前                       |
| GM                              | 常盤真也                   |
| ヘッドコーチ                    | 山本洋                     |
| 部長                            | 山田厳英                   |
| 副部長                          | 豊田建                     |
| 後援会長                        | 保田益男                   |
| オフェンスコーディネーター      | 安木達之                   |
| ディフェンスコーディネーター    | 海島祐希                   |
| ディフェンスアドバイザー        | 延原典和                   |
| スペシャルチームアドバイザー    | 中村典正                   |
| コーチ                          | ピエール・イングラム       |
| コーチ                          | グレゴリー・ゴードン       |
| コーチ                          | ケビン・ライトナー         |
| コーチ                          | ディビッド・パウロズニック |
| コーチ                          | ジュリアン・ポセイ         |
| コーチ                          | ビーティー・バイロン       |
| コーチ                          | 平井基之                   |
| コーチ                          | 後藤大地                   |
| コーチ                          | 小林祐太郎                 |
| コーチ                          | 森正也                     |
| コーチ                          | 勝山晃                     |
| コーチ                          | 金雄一                     |
| コーチ                          | 宜本慎平                   |
| ストレングスコーチ              | 田村謙太郎                 |
| オフェンスアシスタント          | 松場智紀                   |
| ディフェンスアシスタント        | 吉規晃弘                   |
| スペシャルチームアシスタント    | 佐藤真美                   |
| 事務局長                        | 長尾光隆                   |
| マネージャー                    | 木南里桜                   |
| マネージャー                    | 内匠屋咲紀                 |
| マネージャー                    | 伊藤桃代                   |
| マネージャー                    | 近喰春香                   |
| マネージャー                    | 佐々木陽菜                 |
| マネージャー                    | 太田佳奈                   |
| マネージャー                    | ゴ・アラム                 |
| マネージャー                    | 小杉優                     |
| マネージャー                    | 栗田琳                     |
| クリエイター                    | 對馬隆太                   |
| アドバイザー                    | 輿亮                       |
| アドバイザー                    | 吉田明宏                   |
| ドクター                        | 眞田高起                   |
| ヘッドトレーナー                | 井澤秀野                   |
| トレーナー                      | 神永健介                   |